# Bodiluddelingen 1977
Bodiluddelingen 1977 blev afholdt den 25. marts 1977 i Imperial i København og markerede den 30. gang at Bodilprisen blev uddelt.
Anders Refns Strømer blev uddelingens store vinder med tre priser; for bedste danske film, bedste mandlige hovedrolle til Jens Okking (der fortsat protesterede som i 1975, men alligevel modtog sin pris), bedste mandlige birolle til Dick Kaysø og bedste kvindelige birolle til Bodil-statuettens navngiver, Bodil Kjer. Bernardo Bertoluccis 317 minutter (ca. 5 timer) lange dramafilm, 1900, som på tidspunktet, var en de længste film nogensinde udgivet, modtog prisen for bedste europæiske film.

## Vindere
| Bedste mandlige hovedrolle    | Bedste kvindelige hovedrolle |
| ----------------------------- | ---------------------------- |
| - Jens Okking for Strømer     | - ikke uddelt                |
| Bedste mandlige birolle       | Bedste kvindelige birolle    |
| - Dick Kaysø for Strømer      | - Bodil Kjer for Strømer     |
| Bedste danske film            | Bedste ikke-europæiske film  |
| - Drenge af Nils Malmros      | - Nashville af Robert Altman |
| Bedste europæiske film        | Bedste dokumentarfilm        |
| - 1900 af Bernardo Bertolucci | - ikke uddelt                |

## Øvrige priser

### Æres-Bodil
- Dirk Brüel (fotograf) for fotografering af flere film